# Lecanora albellula
Lecanora albellula är en lavart som först beskrevs av William Nylander och som fick sitt nu gällande namn av Thore M. Fries. 
Lecanora albellula ingår i släktet Lecanora, och familjen Lecanoraceae. Arten är reproducerande i Sverige.